# Bloatware
Als Bloatware (englisch to bloat, „aufblähen“), selten als Blähware oder Fatware, wird Software bezeichnet, die mit Funktionen überladen ist beziehungsweise die Anwendungen sehr unterschiedlicher Arbeitsfelder ohne gemeinsamen Nutzen bündelt. Für den Anwender wird das Programm unübersichtlich, für Softwareentwickler schlecht wartbar. Deshalb neigt Bloatware dazu, vergleichsweise fehlerträchtig zu arbeiten und vergleichsweise komplex und im Detail unausgereift zu sein. Für die Entwicklung, Ausführung und Bereitstellung von Bloatware sind in der Regel erhebliche Ressourcen erforderlich.

## Verwendung des Begriffs
Der Begriff findet auch bei der Bezeichnung von unnötiger vorinstallierter Software auf Rechnern oder Smartphones Anwendung, die zusammen mit einem Betriebssystem gekauft wurden. In diesem Fall kann Bloatware abgespeckte Versionen oder Demoversionen kommerzieller Programmpakete umfassen oder Links zu Reklameseiten oder -foren. Oft gehen derlei Vorinstallationen mit einer Vielzahl beim Systemstart zu ladender Zusatzprogramme einher, die den Start und das Arbeitsverhalten des Computers verlangsamen. Es gibt jedoch keine klare Trennlinie zwischen Bloatware und Crapware.
Weiterhin wird Software als Bloatware bezeichnet, die, verglichen mit Programmen ähnlicher Funktionalität, wesentlich mehr Systemressourcen beansprucht.
Neben der Beanspruchung von Systemressourcen kann Bloatware den Computer erheblichen Sicherheitsrisiken aussetzen. So installierte Lenovo im vierten Quartal 2014 auf zahlreichen Laptops die Adware Superfish, das zur zweiten der oben genannten Kategorien zählt und Werbung auf Internetseiten einblendet. Da die Veränderung einer SSL-verschlüsselten Website vom Browser erkannt worden wäre, wurde auf den betroffenen Rechnern ein Zertifikat von Superfish installiert, mit dem die veränderte Website neu signiert wurde. Der Schlüssel zur Signierung war stets gleich und in Superfish integriert. Er konnte somit einfach ausgelesen und für einen unbemerkten Man-in-the-Middle-Angriff auf betreffende Notebooks genutzt werden.

## Gründe für das Entstehen von Bloatware
Bloatware entsteht in der Regel aus Marketinggründen oder – auch angeblichen – Anwenderwünschen. Die Softwareentwicklung ist oft durch einen Prozess gekennzeichnet, der im Englischen als creeping featurism (als Anglizismus auch (creeping) Featuritis, sinngemäß „schleichende Funktionenzunahmekrankheit“ aus engl. feature ‚Funktion‘ und der Endung -itis vieler Krankheitsnamen) bezeichnet wird: Nach und nach werden immer neue Zusatzfunktionen angeboten, um den Grad der Beliebtheit bzw. Verbreitung zu halten oder zu steigern. Als Nebeneffekt erhöhen sich die Anforderungen an die Hardware, die Bedienung wird komplizierter und die Wahrscheinlichkeit, dass Fehler auftreten, wächst. Dennoch ist nicht jedes (kommerzielle) Programm, das viele Funktionen hat oder nach und nach erhält, von Featuritis betroffen.
Besonders anfällig für eine solche Entwicklung ist kommerzielle Software, bei der es einerseits immer wieder werbewirksame Gründe zum Kauf einer neuen Version geben muss und andererseits bezüglich des Auslieferungsdatums häufig Termindruck besteht, so dass nicht jede neue Funktion hinreichend getestet wird.

## Vermeidungsstrategien
Eine Möglichkeit, um das schleichende Aufblähen eines Programms zu verhindern, ist die Bereitstellung einer Plug-in-Schnittstelle. Diese erlaubt es, Funktionalität in Plug-ins auszulagern, die nur von den Nutzern eingebunden werden, die die Funktionen tatsächlich nutzen. Dadurch wird das eigentliche Programm schlank gehalten.